# 选择性披露
选择性披露是指上市公司向一个人或有限的一群人以及有限的投资者披露重要信息，而不是同时向所有投资者披露信息。选择性披露往往會導致內幕交易並破壞市場公平。